# Ryszard Skupin
Ryszard Skupin (ur. 1930 we Francji, zm. 2 października 2005 w Poznaniu) – polski malarz i rzeźbiarz, twórca pomników.

## Życiorys
Dyplom uzyskał na Państwowej Wyższej Szkole Sztuk Plastycznych w Poznaniu w 1955. Brał udział w wystawach w Polsce i za granicą (Paryż). Odbywał podróże artystyczne do Francji, Szwecji, Jugosławii i Hiszpanii. Otrzymał stypendium od rządu Francji na Akademii Sztuk Pięknych w Marsylii.

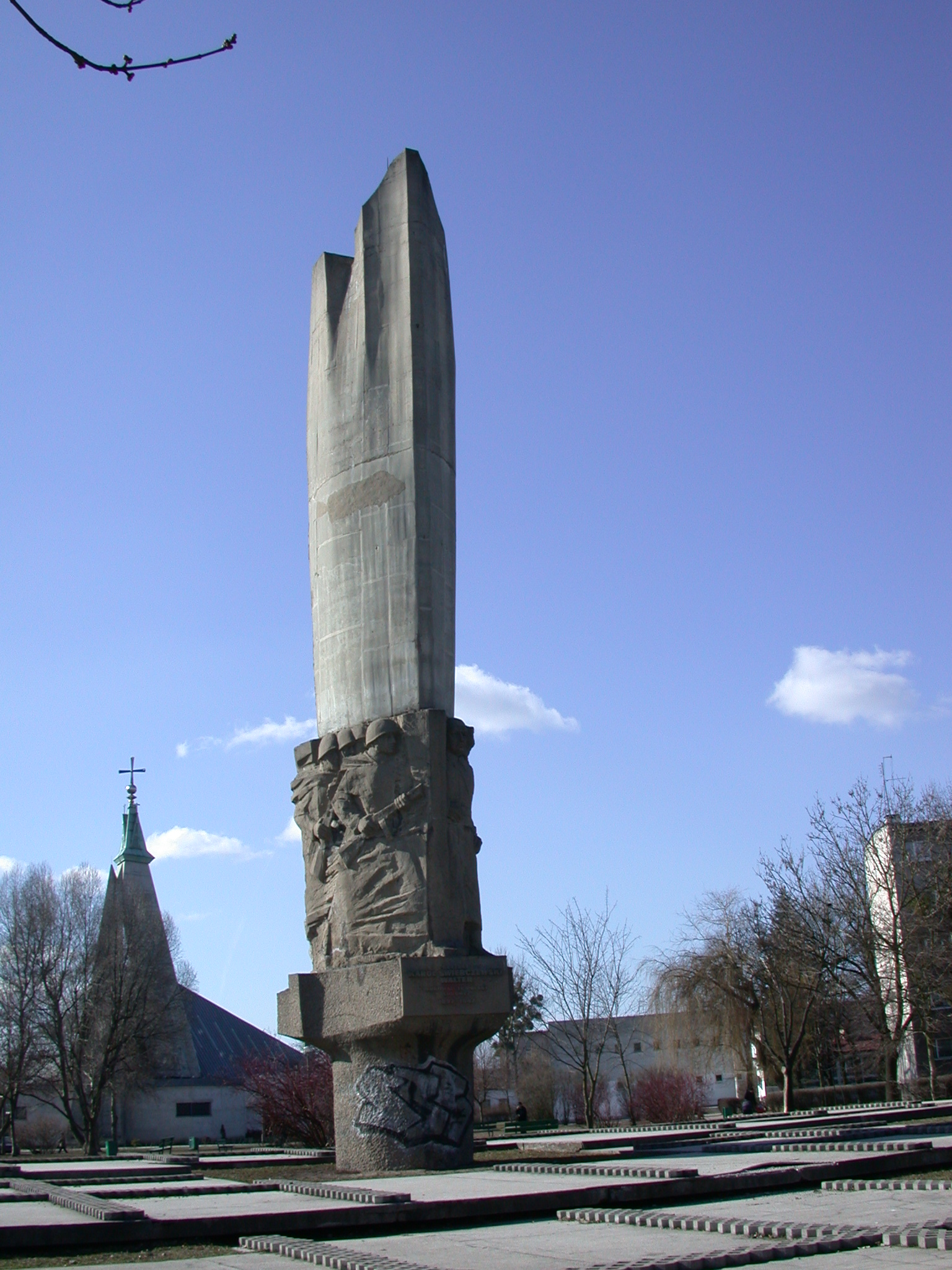
Pomnik Karola Świerczewskiego w Poznaniu

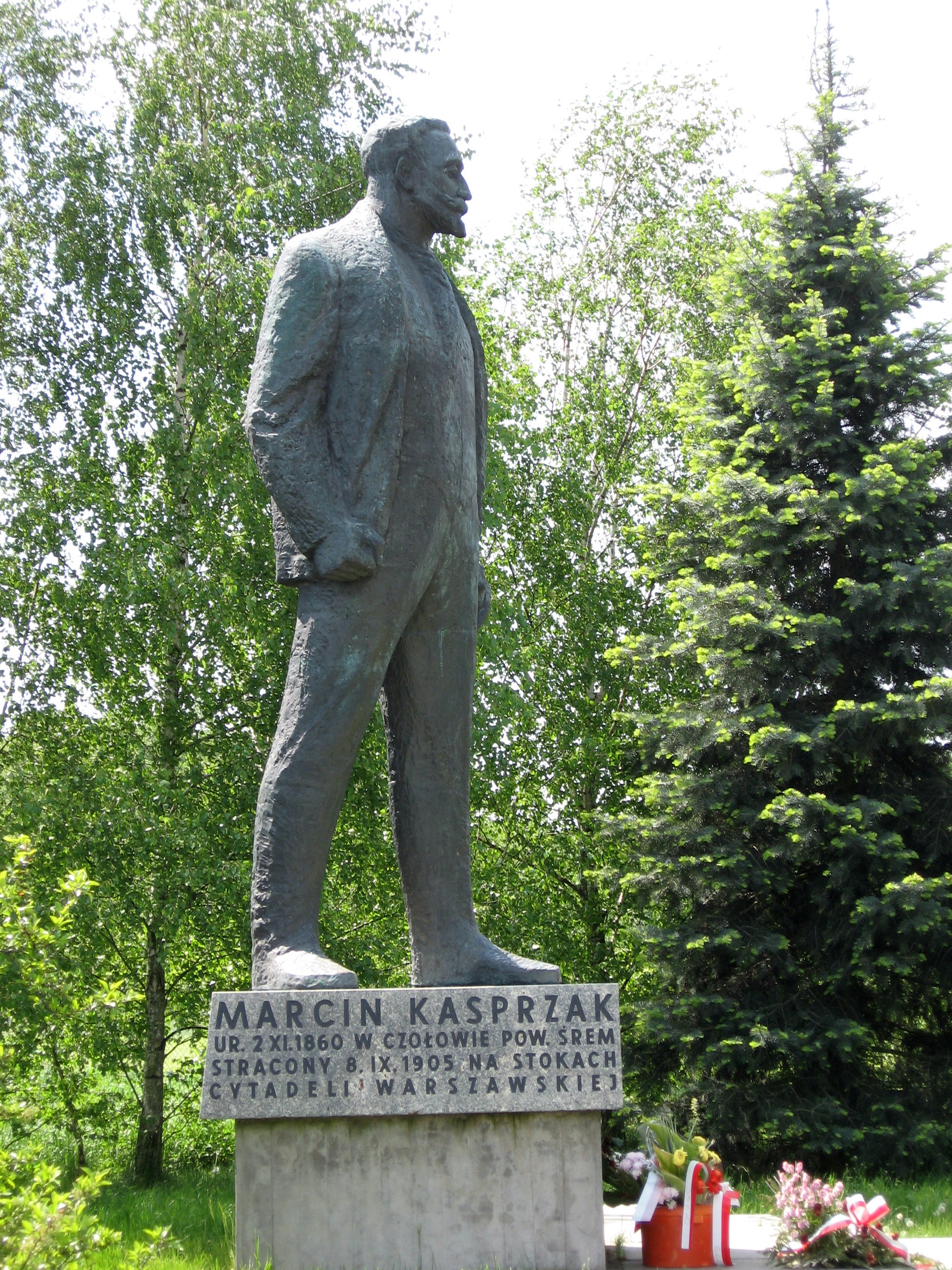
Pomnik Marcina Kasprzaka w Czołowie

Miejscem pochówku jest cmentarz na Smochowicach w Poznaniu.

## Nagrody
- państwowa nagroda artystyczna Ministerstwa Kultury i Sztuki w dziedzinie malarstwa,
- wystawa Europejskiej Akademii Sztuki w Paryżu - I nagroda,
- Nagroda Ministra Obrony Narodowej za dzieła o tematyce antywojennej,
- wystawa Grupy Realistów w Warszawie – I miejsce w plebiscycie publiczności,
- Dobosz Powstania Wielkopolskiego od ZG TPPW (2000)[2].

## Dzieła
- pomnik Marcina Kasprzaka w Czołowie (wcześniej w Poznaniu, 1963, z Anną Krzymańską),
- pomnik Stanisława Staszica w Poznaniu (1967),
- pomniki i rzeźby na Cytadeli w Poznaniu – pomnik poległych podczas bombardowania Ławicy (1963) i pomnik PPR-owców (1967),
- pomnik Zwycięstwa w Parku Manitiusa w Poznaniu (1968),
- pomnik Powstańców Wielkopolskich na Górczynie w Poznaniu (1968),
- pomnik Karola Świerczewskiego w Poznaniu (1975, z Anną Krzymańską),
- pomnik Powstańców Wielkopolskich w Poznaniu (niezrealizowany projekt).